# 225
| [ Edytuj tabelę ] |                                             |
| Władca Korei      | - 197 Sansang 227                           |
| Papież            | - 217 Hipolit Rzymski 235 - 222 Urban I 230 |
| Król Partów       | - 208 Wologazes VI 228                      |
| Król Persji       | - 224 Ardaszir I 241                        |
| Cesarz Rzymu      | - 222 Aleksander Sewer 235                  |

Rok 225 / CCXXV
stulecia: II wiek ~
III wiek ~
IV wiek

lata: 215 «
220 «
221 «
222 «
223 «
224 «
225
» 226
» 227
» 228
» 229
» 230
» 235

## Urodzili się
- 20 stycznia – Gordian III, cesarz rzymski (zm. 244).
- 31 grudnia – Wawrzyniec z Rzymu, diakon i męczennik (zm. 258).
- Liu Hui, chiński matematyk (zm. 295).
- Triệu Thị Trinh, wietnamska rebeliantka, bohaterka ludowa (zm. 248).